# RTVE

로고

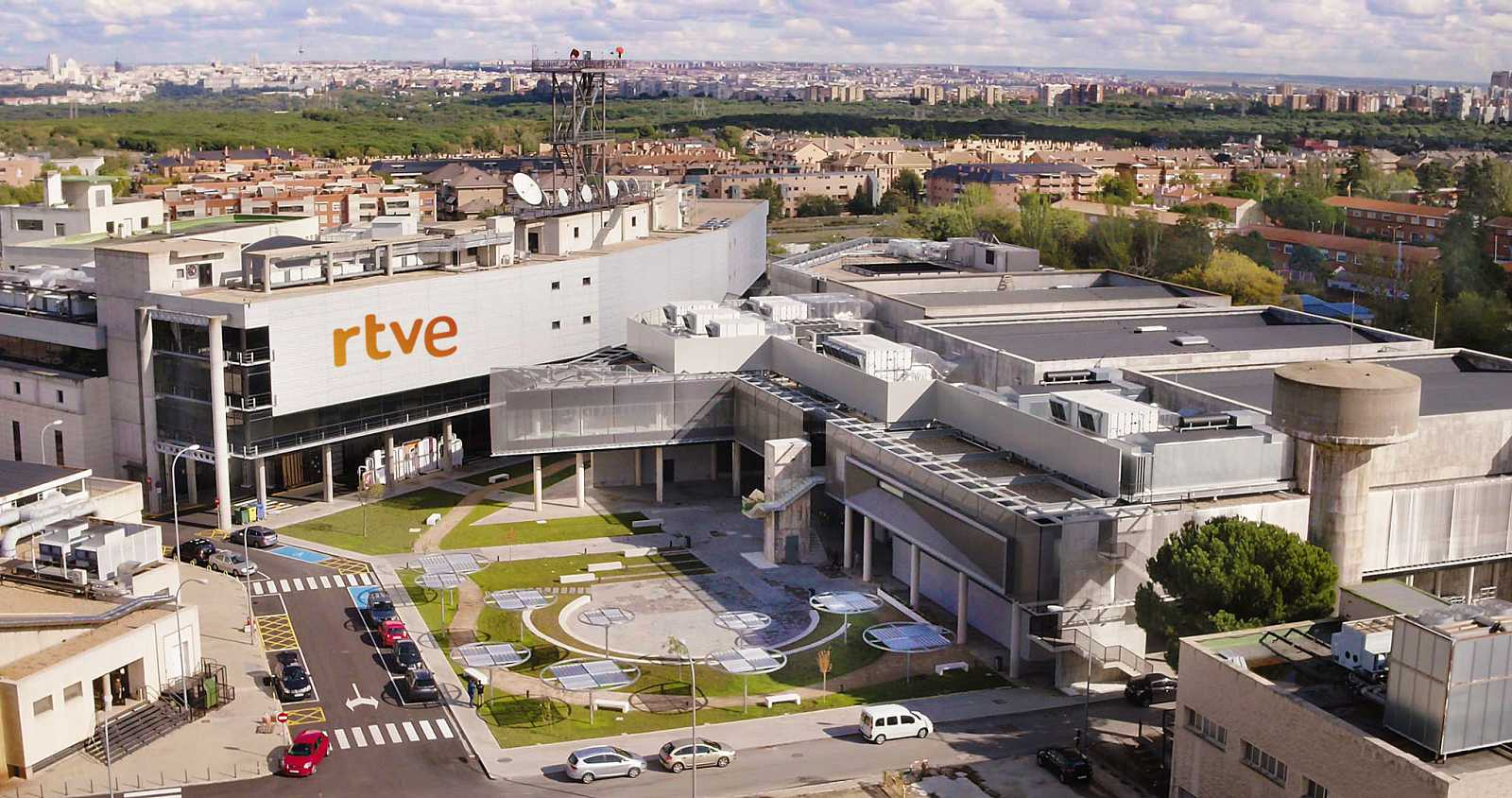
본사

RTVE(Radiotelevisión Española, Corporación de Radio y Televisión Española, S.A.)는 스페인 국유의 공기업으로, Ente Público Radiotelevisión Española라는 이름의 국영 라디오와 텔레비전 서비스를 간접 경영한다.
멀티스테이션 텔레비전(TVE)과 라디오 서비스(RNE), 온라인 및 스트리밍 서비스를 제공한다.
RTVE는 유럽 방송 연맹(EBU)의 정식 회원이다. 이 기업의 본사는 포수엘로데알라르콘에 위치해 있다.